# Вандусенова ботаничка башта
Вандусенова ботаничка башта енгл. VanDusen Botanical Garden  је Ботаничка башта у Ванкуверу, Британска Колумбија, Канада, са великим бројем биљака и животиња које живе у свом природном станишту. Башта је почела са радом 30.августа 1975. године. Поред биљака и животиња у башти има пуно предмета са етно мотивима и уметничких скулптура.
Године 1970. Фондација Ванкувера, влада покрајине Британска Колумбија и град Ванкувер потписали су споразум о обезбеђивању финансирања развоја јавне баште на делу старог голф игралишта Шонеси. Башта се налази се у четврти Шонеси у Ванкуверу, у северозападном углу 37. авеније и Храстове улице. Име је добио по локалном дрвосечи и филантропу Вајтфорду Џулиан Вандусену . 
Врт се простире на 22 хектара површине.

### Биљке
- Панчићева оморика
- Јавор
- Сунцокрети
- Локвањ
- Локвањ
- Магнолија
- Агава
- Лавиринт
- Чилеански бор (Araucaria araucana)
- Чилеански бор, макростробила
- Маскингамски шаш (Carex muskingumensis)
- Иглица
 (Geranium sinense)
- Жалосна кацура
- Блитва
- Црвени кељ
- Зелени кељ
- Црини или плави парадајз

### Животиње и пратећи садржаји
- Канадске гуске
- Црвеноуха корњача
- Велика плава чапља
- Паучина
- Сунчани часовник
- Скулптура
 "Уморни путници"
- Камени мостић
- Велика украсна столица
- Скулптура "Плод VIа" Олге Јанчић
- Sophie Ryder: скулптура "Минотаур"
- Пролаз-пећина и цвеће
- Боншо, јапанско будистичко звоно
- Надстрешница у облику пагоде
- Надстрешница од дрвета
- Камена Колиба